# Monocerotesa seriepunctata
Monocerotesa seriepunctata là một loài bướm đêm trong họ Geometridae.